# Eternal smile
「eternal smile」（エターナルスマイル）は、CHEMISTRY34枚目のシングル。2011年11月30日にデフスターレコーズから発売。

## 解説
初回限定盤と通常盤の2形態で発売。初回限定盤DVD収録「CHEMISTRY 10th Anniversary in NY」は、2011年9月3日放送MUSIC ON! TV「CHEMISTRY 10th Anniversary in NY」にてオンエアされた映像。
デフスターレコーズからリリースした最後のシングル。
翌2012年から川端・堂珍がそれぞれソロ活動に入るため、本作以降『Windy/ユメノツヅキ』（2017年11月15日）発売までCHEMISTRYのシングルCD発売は6年間、途絶える計算になった。

## 制作
サンリオから「My Gift to You」のように冬に届けるバラードを依頼され、サンリオ50周年キャッチコピー「Small Gift, Big Smile」を意識したCHEMISTRYは、「My Gift to You」の続編として制作。Skoop On SomebodyのKO-ICHIROは東日本大震災を意識し温かく心に染みるバラードとして作曲。玄理やCHEMISTRYが出演した「My Gift to You」ミュージック・ビデオ、ハローキティの商品や東京タワーが登場する「愛」がテーマの「eternal smile」ミュージック・ビデオディレクターは園田俊郎。

## プロモーション
「eternal smile」は2011年11月3日以降モニター設置該当のサンリオショップにて放送。4日YouTubeのSanrioチャンネルにて配信開始。23日moraにてダウンロード配信販売開始。25日〜12月25日まで関東・中部・関西メディアオンエア予定のサンリオクリスマスキャンペーンCMテーマソング。25日～12月2日まで10万枚限定CHEMISTRYのボイス付着うた「eternal smile」アクセスカードをサンリオショップにて対象金額購入者プレゼントキャンペーン開催。

## カップリング曲
堂珍は2011年8月、MUSIC ON! TV「CHEMISTRY 10th Anniversary in NY」収録の合間にソロ楽曲を制作。「彼女はなぜだか知っている」という意味の「She knows why」はアメリカのロックを意識しドラムをJesse Wallaceが担当。堂珍は「彼女だけは自分のやりたい事を分かってくれる」と歌詞について述べている。
川畑のバラード「Sweet Pain」は2008年に川畑が谷口尚久に作曲を依頼。2011年にアレンジ。不器用な男性をイメージした歌詞であり「甘い痛み」という意味。

## 収録曲
CD　初回限定盤・通常盤共通
1. eternal smile  [5:31] 
  - 作詞：MIZUE／作曲・編曲：KO-ICHIRO
2. She knows why  [4:53]
  - 歌：堂珍嘉邦
  - 作詞：堂珍嘉邦／作曲：堂珍嘉邦・Josh Wilbur・Kevin Billingslea／編曲：Josh Wilbur・Kevin Billingslea
3. Sweet Pain  [4:50] 
  - 歌：川畑要
  - 作詞・作曲：川畑要・谷口尚久／編曲：谷口尚久

DVD　初回限定盤のみ
1. 「CHEMISTRY 10th Anniversary in NY（堂珍edition）」
2. 「CHEMISTRY 10th Anniversary in NY（川畑edition）」

一部店舗限定先着購入特典
- CHEMISTRY・堂珍・川畑の内1種ランダムに含まれるフォトカード、一部のCHEMISTRYフォトカードにサイン入り